# KI (稲葉浩志のシングル)
『KI』（ケイアイ）は、日本の音楽ユニット・B'zのボーカリスト・稲葉浩志の2作目のシングル。2003年6月11日にVERMILLION RECORDSより発売された。

## 概要
前年発売のアルバム『志庵』に続き発売されたソロ2作目のシングル。シングルとしては前作から5年ぶりの作品となった。
新曲3曲にメイン曲「AKATSUKI」のバージョン違い2曲の計5曲が収録されている。
タイトルは稲葉のイニシャル(ジャケットでは薄く『敬アイ』と書かれているのも見える。)。当初は「AKATSUKI」を表題曲としたシングルを予定していたが、後に「I'm on fire」ができ、曲のタイトルではなくトリプルA面を彷彿させるような全体のパッケージで何かという稲葉の意向により現在のタイトルになった。
全曲アルバムには未収録。

## 収録曲
1. AKATSUKI (3:46)
  - ハードロック調のアレンジで、TUBEの春畑道哉がエレクトリック・ギターで参加している。
  - プロモーションとして2003年6月6日放送の日本テレビ系『FUN』、同年6月13日放送のテレビ朝日系『ミュージックステーション』で披露された[7][8]。
2. 静かな雨 (4:00)
  - ウーリッツァーとアコースティック・ギター主体。
  - 『Inaba Koshi LIVE 2004 〜en〜』では雨の日限定で演奏され、2023年に行われた『Koshi Inaba LIVE 2023 〜en3.5〜』でも演奏された[9][10][11]。
3. AKATSUKI Version S.S.S (4:01)
  - Spin Stealth Spikeによる打ち込み主体のリミックスバージョン。次曲と曲間がない。
4. I'm on fire (5:43)
  - 基本的にはバラード調だが、間奏のみ曲調が大きく変わる。
  - 稲葉は自分の中でのテーマとして「“I'm on fire”というフレーズでバラードというか、静かな曲というか、そういうことをやりたいな」と語っている[12]。
5. AKATSUKI Version O (4:08)
  - オーケストラバージョンで、完全なインストゥルメンタル。

## タイアップ
- 日本テレビ系『最強魂』エンディングテーマ(#1)
- 日本テレビ系『K1 JAPAN』テーマソング(#1)

## 参加ミュージシャン
- 稲葉浩志：ボーカル、全曲作詞・作曲、編曲（#1.2.4）、アコースティック・ギター（#1.2）、ギター（#4）
- 徳永暁人：ベース（#1.2.4）、編曲（#1）
- 寺地秀行：編曲（#1.2）
- 池田大介：ストリングスアレンジ（#4）、編曲（#4.5）
- 春畑道哉：エレクトリック・ギター（#1）
- 有永浩二：エレクトリック・ギター（#3）
- 青山純：ドラム（#1）
- 山木秀夫：ドラム（#2）
- 小野塚晃：ウーリッツァー（#2）、ピアノ（#4）
- Spin Stealth Spike：リミックス(#3)
- 篠崎Strings：ストリングス(#4)
- TAMA STRINGS：オーケストラ(#5)